# Błażej Kmieciak
Błażej Juliusz Kmieciak (ur. 4 września 1981) – polski pedagog specjalny, socjolog, bioetyk, doktor habilitowany nauk społecznych w dyscyplinie nauki prawne, profesor Uniwersytetu Medycznego w Łodzi, specjalności naukowe: socjologia prawa, socjologia medycyny, bioetyka, prawo medyczne, prawa człowieka, publicysta. W latach 2020–2024 członek Państwowej Komisji do spraw wyjaśniania przypadków czynności skierowanych przeciwko wolności seksualnej i obyczajności wobec małoletniego poniżej lat 15, której przewodniczył w latach 2020–2023.

## Życiorys
W 2005 ukończył studia w Uniwersytecie Łódzkim na kierunku pedagogika specjalna resocjalizacja. W 2014 na podstawie rozprawy pt. Prawa pacjenta i ich ochrona. Studium socjologiczne uzyskał na Wydziale Nauk Społecznych Katolickiego Uniwersytetu Lubelskiego Jana Pawła II stopień doktora nauk społecznych (dyscyplina: socjologia, specjalności: socjologia prawa, socjologia medycyny). W tym samym roku ukończył Podyplomowe Studia z zakresu Prawa medycznego i bioetyki organizowane przez UKSW w Warszawie. Ukończył ponadto Szkołę Praw Człowieka organizowaną przez Helsińską Fundację Praw Człowieka oraz Szkołę Profilaktyki Uzależnień w Warszawie, a także odbył kursy dotyczące praktyki w stosowaniu praw dziecka oraz przeciwdziałaniu przemocy wobec dzieci na Uniwersytecie Harvarda, Uniwersytecie Georgetown i w Organizacji Narodów Zjednoczonych. Objął stanowisko adiunkta Uniwersytetu Medycznego w Łodzi na Wydziale Nauk o Zdrowiu w Katedrze Nauk Humanistycznych, od 2020 profesora uczelni.
W 2019 nadano mu w Uniwersytecie Łódzkim stopień doktora habilitowanego nauk społecznych w dyscyplinie nauki prawne. W latach 2006–2013 pełnił funkcję Rzecznika Praw Pacjenta Szpitala Psychiatrycznego. W latach 2018–2019 był przewodniczącym Zespołu przy Rzeczniku Praw Pacjenta ds. opracowania standardów postępowania w terapiach medycznych stosowanych w okresie kończącego się życia. Był ponadto członkiem Zespołu ds. Ochrony Autonomii Rodziny i Życia Rodzinnego przy Ministerstwie Sprawiedliwości.
15 maja 2020 Rzecznik Praw Dziecka Mikołaj Pawlak powołał Błażeja Kmieciaka na członka Państwowej Komisji do spraw wyjaśniania przypadków czynności skierowanych przeciwko wolności seksualnej i obyczajności wobec małoletniego poniżej lat 15 (zwanej w skrócie państwową komisją do spraw pedofilii). W latach 2020–2023 był jej przewodniczącym. 31 grudnia 2024 zrezygnował z członkostwa w komisji z powodów osobistych.
Na początku stycznia 2025 został głównym koordynatorem ds. ochrony zdrowia psychicznego w Biurze Rzecznika Praw Obywatelskich.
Był współpracownikiem Fundacji Instytut na rzecz Kultury Prawnej Ordo Iuris. Współpracę z Instytutem zakończył w 2019. Był redaktorem naczelnym Działu „Bioetyka” portalu biotechnologia.pl. Posiada uprawnienia mediatora.
Od urodzenia jest osobą niedowidzącą.

## Publikacje
Błażej Kmieciak jest autorem blisko 200 recenzowanych artykułów naukowych oraz licznych opracowań publicystycznych. Współpracował z: „Rzeczpospolita”, „Puls medycyny”, „Idziemy”, „Więź”, „Gość Niedzielny”, „Przewodnik Katolicki”, „wPolityce.pl”, „Aleteia.pl”, „Tygodnik Solidarność”, „Do Rzeczy”, „Rynek Zdrowia”, „Medical Tribune”. Współautor (razem z Łukaszem Głowackim) programu internetowego #VlogBioetyczny, którego celem jest popularyzacja zagadnień dotyczących relacji między: medycyną, prawem i etyką.

### Książki autorskie
1. B. Kmieciak, Prawa dziecka jako pacjenta, C. H. Beck, Warszawa 2016. (druk styczeń 2017)
2. B. Kmieciak, Prawa pacjenta i ich ochrona. Studium socjologiczne. Wydawnictwo KUL, Lublin 2015.
3. B. Kmieciak, M. Kowalski, Bioetyka – między prawem, a pedagogiką, Wydawnictwo IMPULS, Kraków 2016.
4. A. Jacek, E. Sarnacka, B. Kmieciak, Prawo dla psychiatrów, Wydawnictw Difin, Warszawa 2018.
5. B. Kmieciak, R. Paliga J. Korzeniowska, Wyzwania innowacyjnej medycyny: Aspekty historyczne, prawne i kliniczne, Wydawnictw Naukowe Sofia, Katowice 2016. Książki pod redakcją
6. B. Kmieciak (red.), Seksualność i prawo, Wydawnictwo Think&Make, Warszawa, 2020.
7. B. Kmieciak (red.) Regulacje prawne ochrony zdrowia psychicznego, Wolters Kluwer, Warszawa 2019.
8. B. Kmieciak, A. Górski, Autyzm i prawo, Wydawnictwo Difin, Warszawa 2019.
9. B. Kmieciak (red.) Prawo i medycyna w obliczu wyzwań i dylematów, Wydawnictwo Think Make, Warszawa. 2018.
10. B. Kmieciak (red.) Prawo i medycyna. Między standardem a odpowiedzialnością, Wydawnictwo Think Make, Warszawa, 2018.
11. Kamil Stępniak, B. Kmieciak (red.) Prawa człowieka Jednostka w świecie zmian, Wydawnictwo Think Make, 2018.
12. Kamil Stępniak, B. Kmieciak (red.) Prawa człowieka. Trwałość i modyfikacja Tom. II, Wydawnictwo Think Make, 2018.
13. B. Lewandowski, B. Kmieciak (red.) Kultura prawa: Godność i wartość rodziny, Instytut na Rzecz Kultury Prawnej Ordo Iuris, Warszawa 2018.
14. B. Kmieciak (red.) Prawa poczętego pacjenta, perspektywa interdyscyplinarna, teoria i praktyka, Instytut na Rzecz Kultury Prawnej Ordo Iuris, Warszawa 2017.
15. B. Kmieciak (red.) Prawo – psychiatria – społeczeństwo, Wydawnictwo Naukowe Sofia, Katowice 2017.